# Ante Erceg
Ante Erceg (Split, 12 december 1989) is een Kroatisch voetballer die doorgaans speelt als aanvaller. In januari 2025 verruilde hij Fortuna Sittard voor HNK Gorica.

## Carrière
Erceg voetbalde zijn gehele jeugd bij RNK Split. Voor hij zijn debuut maakte bij de hoofdmacht, werd hij een half seizoen verhuurd aan NK Junak Sinj, op het tweede niveau van Kroatië.

### RNK Split
Erceg debuteerde op 28 november 2010 in het betaald voetbal voor RNK Split, tegen NK Varaždin (0-0). Hij veroverde het seizoen erop meteen een basisplaats, en mocht meespelen in kwalificatiewedstrijden voor de UEFA Europa League tegen NK Domžale en Fulham. De return tegen Fulham ging verloren en Split kwalificeerde zich niet. Na het seizoen 2013/14 speelde Erceg nogmaals kwalificatie voor de Europa League. Hij gaf twee assists in een wedstrijd tegen SC Mika en was aanvoerder tegen Hapoel Beër Sjeva. In de laatste kwalificatieronde zat Erceg niet bij de selectie, maar werd er verloren van Torino.
Op 20 mei 2015 speelde Split de finale van de beker tegen Dinamo Zagreb. Erceg speelde de volle wedstrijd inclusief verlenging, maar er werd verloren op penalty's (0-0).
In totaal speelde Erceg meer dan 100 wedstrijden voor de club, waarin hij 19 keer scoorde.

### Hajduk Split
Na zes seizoenen bij RNK en een half seizoen in Turkije bij Balıkesirspor, verkaste Erceg naar de grote rivalen van RNK, Hajduk Split. Hij was eigenlijk meteen basisspeler. Op 30 november 2016 werd hij in de beker uitgeschakeld door zijn oude club RNK Split. Erceg scoorde regelmatig, waaronder vier wedstrijden achter elkaar in april en mei van 2017. Op 21 oktober 2017 scoorde hij twee doelpunten om een gelijkspel te behalen tegen rivalen Dinamo Zagreb. Hij scoorde in anderhalf seizoen 26 keer in 56 wedstrijden, waarna hij vertrok naar Dubai, om een half seizoen bij Shabab Al-Ahli te gaan spelen.

### Brøndby
Na het avontuur in de Emiraten, verkaste Erceg naar het Deense Brøndby IF. Hij debuteerde op 16 juli 2018 tegen Randers FC, waarin hij meteen scoorde (2-0). Daarnaast mocht hij meteen meedoen in de kwalificatie voor de UEFA Europa League, tegen FK Spartak Subotica en KRC Genk. Genk schakelde Brøndby uit met twee overwinningen. Op 4 april 2019 pakte Erceg een rode kaart in de halve finale van de beker tegen Aalborg BK, waardoor hij de finale miste. Die finale tegen FC Midtjylland werd verloren.
Na twee seizoenen bij Brøndby, huurde de club hem uit. Eerst aan Esbjerg fB, waar hij een half seizoen bleef. Vervolgens hij naar NK Osijek uit zijn thuisland, waar hij twee seizoenen bleef. Door de coronapandemie en een langdurige blessure speelde hij slechts 33 wedstrijden voor de club uit zijn thuisland, waarin hij vijf keer scoorde.

### NK Istra
Na een kort contract van twee maanden bij Debreceni VSC,  ging Erceg naar NK Istra 1961. Hij debuteerde op 6 augustus 2022 tegen zijn oude club NK Osijek. Drie weken later maakte hij zijn eerste doelpunten tegen HNK Gorica, waarna hij nog drie wedstrijden op rij scoorde. Op 3 maart 2023, tegen, HNK Rijeka (0-2), kreeg Erceg een rode kaart voor buitensporig inzet en werd negen wedstrijden geschorst.

### Fortuna Sittard
Na twee jaar bij Istra werd het contract van Erceg niet verlengd en ging hij transfervrij naar Fortuna Sittard. Hij debuteerde in de eerste speelronde van het seizoen 2024/25 tegen Go Ahead Eagles (2-0). Hij kwam in de 85e minuut in het veld voor Makan Aïko. Erceg kreeg 16 invalbeurten in 19 wedstrijden, waarin hij niet wist te scoren.
In januari 2025 verkaste Erceg terug naar Kroatië, dit keer bij HNK Gorica. Bij zijn debuut op 25 januari tegen NK Varaždin scoorde hij meteen een doelpunt.

## Statistieken
| Seizoen | Club                | Competitie  | Competitie | Competitie | Beker | Beker | Overig | Overig | Totaal | Totaal |
| Seizoen | Club                | Competitie  | Wed.       | Dlp.       | Wed.  | Dlp.  | Wed.   | Dlp.   | Wed.   | Dlp.   |
| ------- | ------------------- | ----------- | ---------- | ---------- | ----- | ----- | ------ | ------ | ------ | ------ |
| 2009/10 | → NK Junak Sinj     | 1. HNL      | 7          | 0          | 0     | 0     | 0      | 0      | 7      | 0      |
| 2010/11 | RNK Split           | HNL         | 11         | 1          | 0     | 0     | 0      | 0      | 11     | 1      |
| 2011/12 | RNK Split           | HNL         | 22         | 2          | 0     | 0     | 4      | 0      | 26     | 2      |
| 2012/13 | RNK Split           | HNL         | 26         | 7          | 0     | 0     | 0      | 0      | 26     | 7      |
| 2013/14 | RNK Split           | HNL         | 19         | 6          | 0     | 0     | 0      | 0      | 19     | 6      |
| 2014/15 | RNK Split           | HNL         | 18         | 2          | 4     | 1     | 6      | 0      | 28     | 3      |
| 2015/16 | RNK Split           | HNL         | 4          | 0          | 0     | 0     | 0      | 0      | 4      | 0      |
| 2015/16 | Balıkesirspor       | TFF 1. Lig  | 14         | 2          | 0     | 0     | 2      | 0      | 16     | 2      |
| 2016/17 | HNK Hajduk Split    | HNL         | 29         | 11         | 3     | 1     | 1      | 1      | 33     | 13     |
| 2017/18 | HNK Hajduk Split    | HNL         | 15         | 9          | 2     | 1     | 6      | 3      | 23     | 13     |
| 2017/18 | Shabab Al-Ahli Club | Pro League  | 10         | 2          | 0     | 0     | 0      | 0      | 10     | 2      |
| 2018/19 | Brøndby IF          | Superligaen | 16         | 4          | 2     | 1     | 10     | 0      | 28     | 5      |
| 2019/20 | Brøndby IF          | Superligaen | 2          | 0          | 0     | 0     | 1      | 0      | 3      | 0      |
| 2019/20 | → Esbjerg fB        | Superligaen | 5          | 0          | 1     | 0     | 2      | 0      | 8      | 0      |
| 2020/21 | → NK Osijek         | HNL         | 27         | 4          | 2     | 1     | 1      | 0      | 30     | 5      |
| 2021/22 | → NK Osijek         | HNL         | 3          | 0          | 0     | 0     | 0      | 0      | 3      | 0      |
| 2022/23 | NK Istra 1961       | HNL         | 21         | 11         | 1     | 1     | 0      | 0      | 22     | 12     |
| 2023/24 | NK Istra 1961       | HNL         | 21         | 6          | 1     | 0     | 0      | 0      | 22     | 6      |
| 2024/25 | Fortuna Sittard     | Eredivisie  | 14         | 0          | 2     | 0     | 0      | 0      | 16     | 0      |
| 2024/25 | HNK Gorica          | HNL         | 5          | 1          | 1     | 0     | 0      | 0      | 6      | 1      |
| Totaal  | Totaal              | Totaal      | 289        | 68         | 19    | 6     | 33     | 4      | 341    | 78     |

Bijgewerkt op 2 april 2025.